# Manolo Juárez

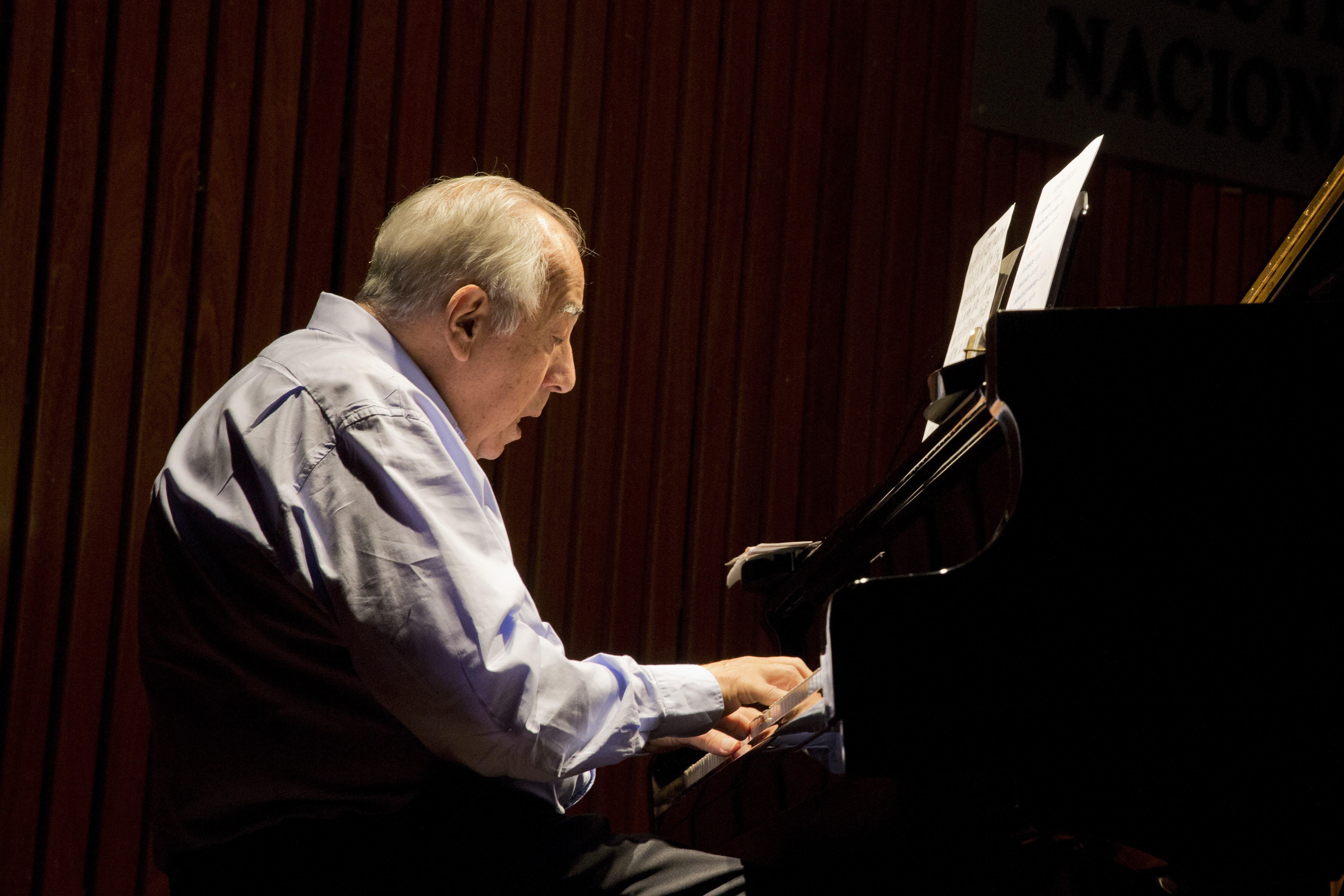
Manolo Juárez 2014

Manuel „Manolo“ Juárez (* 22. April 1937 in Córdoba, Argentinien; † 25. Juli 2020 in Buenos Aires) war ein argentinischer Komponist und Musikpädagoge.

## Leben
Manuel Juárez studierte Musiktheorie bei Jacobo Ficher, Komposition bei Honorio Siccardi und Guillermo Graetzer und Klavier bei Ruwin Erlich in Buenos Aires. Er  war Gründungsmitglied der Asociación de Jóvenes Compositores de la Argentina, dem er mehrere Jahre als Präsident vorstand, sowie die Musikabteilung der argentinischen Verwertungsgesellschaft in Buenos Aires. 1988 gründete er mit Gabriel Valverde, Mariano Etkin, María Cecilia Villanueva und Erik Oña die Komponistengruppe Línea Adicional. Er war Professor an der Universidad de Buenos Aires und Direktor der Escuela de Música Popular de Avellaneda in Buenos Aires. Außerdem war er Direktor des Fondo Nacional de las Artes, Gründungsdirektor des Conservatorio de Música Popular von Avellaneda und hatte den Lehrstuhl für klassische Komposition an der Universidad de La Plata inne.
Juárez wurde ebenso als Komponist klassischer Musik – von sinfonischen Werken und Kammermusik bis hin zu Bühnenwerken und Ballett – wie von Unterhaltungsmusik bekannt. Er wurde 1995 mit dem Primer Premio Nacional de Música und 1997 dem Premio Fondo Nacional de las Artes a la Trayectoria Musical ausgezeichnet und erhielt 1995 und 2005 einen Premio Conex als Compositor de Folklore. Seine Kompositionen erschienen auf Alben wie Manolo Juárez, Trío Juárez, De aquí en más, Encuentro, El que nunca se va und Grupo de familia.